# Bedri Spahiu
Bedri Spahiu (nevének ejtése bɛdɾi spahiu; Gjirokastra, 1908. július 13. – Tirana, 1998. január 11.) albán kommunista politikus, katonatiszt.
Spahiu katonatiszti karrierje 1931-ben indult el, de miután kommunistaként a hatóságok látókörébe került, ki kellett lépnie a hadseregből. Részt vett az Albán Kommunista Párt 1941-es megalapításában, amelynek vezetőségi tagja lett, 1943-tól pedig a központi bizottság munkájában is részt vett. 1944–1946-ban Albánia újjáépítési, majd szociális minisztere volt. 1945-ben, majd 1946–1949-ben jogi végzettség nélkül főügyészként járt el a háborús bűnösök, majd a „belső ellenségek” ellen lefolytatott, többnyire koncepciós perekben. 1952-től az oktatásügyi, ezzel párhuzamosan 1953-tól a művelődési tárca munkáját irányította. A kritikus belső pártellenzék egyik vezéralakja volt, a pártvezetés 1955 júniusában számolt le vele. Párttagságától és funkcióitól megfosztották, majd 1957-től 1974-ig börtönben, azt követően 1990-ig internáltként élt. Azon kevés kommunista politikus közé tartozott, akik a rendszerváltás után megkövették az albán társadalmat az általuk elkövetett múltbeli bűnökért.

## Életútja
1908-ban született az akkor még az Oszmán Birodalomhoz tartozó Ergiriben (ma Gjirokastra), bektási hitű családban. Alapiskoláit szülővárosában végezte el, egy darabig a későbbi teljhatalmú kommunista diktátor, Enver Hoxha osztálytársaként. 1923-tól 1927-ig egy isztambuli olasz iskolában tanult, hazatérését követően pedig 1929-ig a shkodrai gimnázium diákja volt. 1929-től egy katonai iskola növendéke volt, majd 1931-től 1937-ig aktív tartalékosként egy zászlóalj parancsnokhelyetteseként szolgált tüzér hadnagyi rangban. Ezekben az években kapcsolódott be a kommunista mozgalomba, 1935-ben részt vett az I. Zogu király ellen szervezkedő fieri felkelésben. Politikai okokból, felforgató tevékenység és felségárulás vádjával először 1937-ben tartóztatták le, egyúttal a seregből is leszerelték, majd 1938-ban és 1939-ben rövid időre börtönbe is került.

### A második világháborúban (1941–1944)
A második világháborúban Spahiu részt vett az Albán Kommunista Párt 1941. novemberi megalakításában, és a kommunista ifjúsági szövetség képviselőjeként bekerült a párt első vezetőségébe. A gjirokastrai pártszervezet vezetőjeként, majd vezérőrnagyi rangban a vlora–gjirokastrai hadműveleti terület politikai biztosaként tevékenykedett, saját partizáncsapatával főként Gjirokastra vidékén harcolt a megszállók ellen. Emellett Spahiu volt a fő kapcsolattartók egyike a Special Operations Executive brit ügynökei és a pártvezetés között. 1943 márciusában beválasztották a párt akkor alapított központi bizottságába, júliusban pedig a Nemzeti Felszabadítási Hadsereg vezérkarának tagja lett. 1943. november 17–18-án részt vett Gjirokastra felszabadításában, egyúttal a helyben maradt nacionalista kötődésű értelmiségiek kivégzésében. Az 1944 májusában Përmetben megalakult ideiglenes kommunista törvényalkotó testület, a Nemzeti Felszabadítási Antifasiszta Főtanács elnökségi tagja lett.

### Politikai karrierje (1944–1955)
1944. október 23-án, Enver Hoxha első kormányában az újjáépítési tárcát kapta meg. Minisztériuma 1945. január 13-án megszűnt, Spahiu ezt követően a szociális miniszteri feladatokat látta el 1946. március 21-éig. Ezzel egy időben 1945-ben a háborús bűnökkel vádoltak és az „ellenséges elemek” pereivel foglalkozó különbíróság főügyészeként tevékenykedett, egyebek mellett ő járt el Bahri Omari perében is. Emellett ugyancsak 1945-ben tagja lett az albániai bektásik főtanácsának, 1945-től 1947-ig a vezérkari főnök helyettese volt, 1946 márciusától pedig a Népi Gyűlés képviselőjeként is politizált. 1946. március 26-án foglalta el a főügyészi hivatalt, tisztségét 1949. március 4-éig látta el, de ezt követően még 1954 márciusáig dolgozott ügyészként. Többek között ő volt a közvádló Koçi Xoxe volt belügyminiszter halálos ítélettel záruló perében is. 1949-től 1952-ig a Népi Gyűlés Elnöki Tanácsának alelnöke, 1951-től 1955-ig a Szovjet–Albán Baráti Társaság elnöke volt. 1948 novemberétől 1952 áprilisáig a politikai bizottság munkájában is részt vett.
1952. április 10-én Enver Hoxha ismét kormányfeladatot bízott rá: Spahiu a miniszterelnök-helyettesek egyike, egyúttal az oktatásügyi minisztérium vezetője lett. 1953. július 31-ével miniszterelnök-helyettesi megbízatása megszűnt, augusztus 1-jétől azonban a közoktatási ügyek irányítása mellett rábízták a művelődési minisztérium vezetését is. Spahiu 1954 májusában Magyarországon is járt hivatalos látogatáson, részt vett a Magyar Dolgozók Pártja III. kongresszusán, és fel is szólalt, hogy „az egész albán nép szívből fakadó forradalmi üdvözletét” tolmácsolja a magyar elvtársaknak.

### Politikai bukása (1955)
Spahiu Tuk Jakovával együtt a párton belüli kritikusabb szemléletű reformcsoport vezető alakja volt. Különösen 1953 márciusa, Sztálin halála után sürgették az irányváltást a politikai és a mindennapok megannyi területén: az erőszakos kollektivizálás és iparosítás visszafogását, a vallásokkal szembeni ateista kampány mérséklését stb. 1955. április 4-én Spahiu és Jakova Rómában járt, ahol egy titkos tárgyalás során kendőzetlenül számoltak be olasz partnereiknek a Hoxha-rendszer túlkapásairól. A konzervatív pártvezetőség Enver Hoxhával az élen a központi bizottság 1955. június 14–17-ei ülésszakát használta fel a Spahiuékkal való leszámolásra. Spahiut és minisztertársát, Jakovát revizionizmussal, jugoszlávbarátsággal, antimarxista és pártellenes tevékenységgel vádolták meg. 1955. június 21-én Spahiut, hivatalosan „a feladatára való alkalmatlansága” címén, leváltották kormányposztjairól, megfosztották központi bizottsági tagságától, kevéssel később pedig párttagságától is. Spahiu és Jakova kizárásával Enver Hoxha maradt a központi bizottság egyetlen olyan tagja, aki már a testület 1943-as megalakításakor is KB-tag volt. Ezt követően Spahiut családjával együtt a közép-albániai Elbasanba internálták, jóllehet, hivatalosan továbbra is a Népi Gyűlés képviselője maradt egészen 1957-ig.
Bedri végig csendben maradt az értekezleten, csak a végén kért szót. Mutatóujját vádlón Enver Hoxhára szegezte és ráordított: »Mégis mit gondolsz, ki vagy te? Fennhéjázol és hatalmaskodsz? Hogy merészelsz ennyi hazug vádat fröcskölni jobbra-balra? Sejfullát elmondtad opportunistának, Tukot opportunistának, Bedrit meg ennek-annak! […] És veled mi a helyzet, te ki vagy? Megmondom én: egy sötét figura egy párizsi zsákutca mélyéről […] egy elvtelen kalandor.« Soha senki nem mert így beszélni Enverrel.

### Hátralévő évei
1957. június 1-jén a hatóság letartóztatta, és tárgyalás nélkül a kaninai várban tartotta fogva egészen 1958. január 4-éig, amikor átszállították Tiranába, ahol Tuk Jakova és Hulusi Spahiu volt partizánparancsnok bűntársaként vádat emeltek ellene. A gyanúsítás szerint Spahiu az albán pártvezetés megbuktatása érdekében összejátszott egy Dhora Leka nevű jugoszláv titkosügynökkel. 1958. április 18-án a Legfelsőbb Bíróság Aranit Çela által elnökölt bírói tanácsa huszonöt évi szabadságvesztésre ítélte. Börtönéből 1974. október 6-án szabadulhatott, de ezt követően rögtön Selenicába internálták, ahol szoros felügyelet alatt tartották. Szabadságát végül csak 1990. május 10-én nyerte vissza.
Ezt követően visszaköltözött a fővárosba. 1991. június 6-án nagy hatású nyílt levelet közölt a Republika című politikai folyóiratban, amelyben megkövette az állampárt első éveiben közreműködésével elítélt áldozatokat és hozzátartozóikat. 1998-ban halt meg, nyolcvankilenc éves korában.
Én, Bedri Spahiu, a jog területén tökéletesen járatlan emberként kétszer voltam Enver Hoxha által kinevezett főügyész országunk történelmének legnagyobb jelentőségű pereiben. Először az úgynevezett »nép ellenségeivel« szemben lefolytatott különbírósági eljárásokban, másodszor pedig Koçi Xoxe tárgyalásán. Ma szégyent érzek, amiért részese voltam ezeknek a pereknek. A kommunisták még jól emlékezhetnek a korszak népszerű rigmusára: »Árulókból kisegerek, Spahiutól mind csak remeg«. Ma erre csak annyit tudok mondani, túl sok dicsőség egy dicstelen embernek.